# 盖亚战记 英雄最大之作战
《盖亚战记 英雄最大之作战》是一款由Arc System Works公司制作、万普发行的角色扮演类游戏。游戏于1994年1月28日在日本地区超级任天堂发行。
《盖亚战记》是一款科幻类角色扮演类游戏。 玩家需要与超级英雄们一同作战，游戏的主要目的是保卫地球。游戏中的英雄为高达、奥特曼等人物。随着故事的推进，更多的英雄会加入战斗。